# Schéhérazade (film, 1947)
Pour les articles homonymes, voir Shéhérazade (homonymie).
Pour plus de détails, voir Fiche technique et Distribution.
Schéhérazade (Song of Scheherazade)  est un film musical américain réalisé par Walter Reisch, sorti en 1947.

## Synopsis
Le jeune Rimski-Korsakov, personnel du navire école Almaz, fait escale au Maroc espagnol. Sa seule idée en tête est de trouver un piano pour jouer son nouvel opéra, composé durant le tour du monde effectué par le navire. Son capitaine lui ordonne de plutôt aller boire, se bagarrer et courir les filles. Rimski demande à Cara, danseuse au café Oriental de faire semblant de dîner avec lui. Cara est en fait la fille d'une dame de la haute société qui travaille pour rembourser les dettes de sa mère. Cara tombe amoureuse de Rimski et réciproquement, poussant le musicien à déserter. Cara veut le remplacer à bord et se déguise en matelot, souhaitant devenir une grande ballerine en Russie, mais le capitaine découvre la supercherie. Rimski rentre à son poste pour éviter la cour martiale, jurant ne plus toucher à la musique, tant qu'il porterai l'uniforme, et quitte Cara. Quelques mois plus tard son ballet Schéhérazade est joué à Saint-Pétersbourg. C'est Cara qui en assure le rôle-titre. Le capitaine délie Rimski de son serment et le musicien dirige l'œuvre, regardant sa bien-aimée évoluer sur la scène...

## Fiche technique
- Titre original : Song of Scheherazade
- Titre français : Schéhérazade
- Réalisateur : Walter Reisch
- Scénario : Walter Reisch
- Direction artistique : Eugène Lourié et Jack Otterson
- Décors : Russell A. Gausman et Edward R. Robinson
- Costumes : Yvonne Wood
- Photographie : Hal Mohr et William V. Skall
- Montage : Frank Gross
- Musique : Miklós Rózsa
- Chorégraphie : Tilly Losch
- Production : Edward Dodds et Edward Kaufman
- Société de production : Universal Pictures
- Pays de production : États-Unis
- Langue originale : anglais
- Format : Couleur (Technicolor) – 35 mm – 1,37:1 – mono (Western Electric Recording)
- Genre : film musical
- Durée : 105 minutes
- Dates de sortie : 
  - États-Unis : 26 février 1947 (première à New York), mars 1947 (sortie nationale)
  - France : 16 septembre 1947

## Distribution
- Yvonne De Carlo : Cara de Talavera
- Brian Donlevy : le capitaine Vladimir Gregorovitch
- Jean-Pierre Aumont : Nikolaï Rimski-Korsakov
- Eve Arden : Madame de Talavera
- Phillip Reed : le prince Mischetsky
- John Qualen : Lorenzo
- Richard Lane : le lieutenant
- George Dolenz : Pierre, le maître d’hôtel
- Elena Verdugo : Fioretta
- Terry Kilburn : l'aspirant Lorin
- Charles Kullman : le Dr. Klin